# Perfil falso
Perfil falso, Engels: Fake profile) is een Colombiaanse televisieserie, die geproduceerd werd door Paramount Television International Studios voor Netflix. 

## Verhaal
Camila ontmoet haar droomprins via een dating app. Vier maanden lang hebben ze een idyllische romance in Las Vegas, tot ze besluit hem te verrassen in Cartagena, waar ze belandt in een paradijs vol leugens. 

## Rolverdeling
- Carolina Miranda als Camila Román
- Rodolfo Salas als Miguel Estévez / Fernando Castell
- Manuela González als Ángela Ferrer
- Víctor Mallarino als Pedro Ferrer
- Mauricio Henao als Adrián Ferrer
- Lincoln Palomeque als David
- Felipe Londoño als Cristóbal Balboa
- Juliana Galvis als Tina
- María Luisa Flores als Sofía
- Juan Pablo Posada  als Luigi
- Julián Cañeque Cerati als Inti
- Iván Amozurrutia als Vicente
- Juanse Diez als Lucas Estévez
- Maria Paula Veloza als Eva Estévez
- Fernando Velazquez als Luis Manrique